# Trichosea mjobergi
Trichosea mjobergi är en fjärilsart som beskrevs av Louis Beethoven Prout 1926. Trichosea mjobergi ingår i släktet Trichosea och familjen Pantheidae. Inga underarter finns listade i Catalogue of Life.